# Tianjin Open 2019
Il Tianjin Open 2019 è stato un torneo di tennis giocato sul cemento. È stata la sesta edizione del torneo, che fa parte della categoria WTA International nell'ambito del WTA Tour 2019. Si è giocato al Tuanbo International Tennis Centre a Tientsin, in Cina, dal 7 al 13 ottobre 2019.

## Partecipanti

### Teste di serie
| Country     | Player             | Rank1 | Seed |
| ----------- | ------------------ | ----- | ---- |
| Stati Uniti | Sofia Kenin        | 16    | 1    |
| Cina        | Wang Qiang         | 20    | 2    |
| Ucraina     | Dajana Jastrems'ka | 26    | 3    |
| Francia     | Caroline Garcia    | 31    | 4    |
| Cina        | Zhang Shuai        | 35    | 5    |
| Kazakistan  | Julija Putinceva   | 37    | 6    |
| Cina        | Zheng Saisai       | 39    | 7    |
| Polonia     | Magda Linette      | 41    | 8    |

* Ranking al 30 settembre 2019.

### Altre partecipanti
Giocatrici che hanno ricevuto una wild card:
- Duan Yingying
- Samantha Stosur
- Yang Zhaoxuan

La seguente giocatrice è entrata in tabellone grazie al ranking protetto:
- Kateryna Bondarenko

Giocatrici passate dalle qualificazioni:

- Kurumi Nara
- Arina Rodionova
- Wang Xiyu
- You Xiaodi

La seguente giocatrice è entrata in tabellone come lucky loser:
- Ma Shuyue
- Wang Xinyu

### Ritiri
Prima del torneo
- Amanda Anisimova → sostituita da  Kateryna Bondarenko
- Viktoryja Azaranka → sostituita da  Jennifer Brady
- Hsieh Su-wei → sostituita da  Heather Watson
- Sofia Kenin → sostituita da  Wang Xinyu
- Elise Mertens → sostituita da  Christina McHale
- Garbiñe Muguruza → sostituita da  Anastasija Potapova
- Naomi Ōsaka → sostituita da  Rebecca Peterson
- Alison Riske → sostituita da  Zhu Lin
- Aryna Sabalenka → sostituita da  Astra Sharma
- Sloane Stephens → sostituita da  Kristie Ahn
- Iga Świątek → sostituita da  Lauren Davis
- Zhang Shuai → sostituita da  Ma Shuyue

Durante il torneo
- Wang Xinyu
- Zheng Saisai
- Kurumi Nara

## Campionesse

### Singolare
Rebecca Peterson ha sconfitto in finale  Heather Watson con il punteggio di 6-4, 6-4.
- È il secondo titolo in carriera per Peterson, secondo della stagione.

### Doppio
Shūko Aoyama /  Ena Shibahara hanno sconfitto in finale  Nao Hibino /  Miyu Kato con il punteggio di 6-3, 7-5.